# Louis Vanpeborgh
Louis Vanpeborgh (Antwerpen, 26 februari 1911 - Mortsel, 2 september 2009) was een Belgisch atleet en zakenman. Hij was als atleet gespecialiseerd in de middellange afstand en werd eenmaal Belgisch kampioen.

## Levensloop

### Jeugd
Toen in 1914 de Eerste Wereldoorlog uitbrak, besloten zijn ouders om te vluchten naar Nederland dat in die tijd neutraal bleef. Zo kwamen ze na ongeveer 12 uur aan in Ossendrecht, gelegen aan de Belgische grens. Ze kwamen er 's nachts aan op een boerderij en vernamen de volgende ochtend dat de rust in Antwerpen was wedergekeerd, dus vertrokken ze terug naar Antwerpen. Zijn moeder bleef in Nederland. Vanpeborgh en zijn vader bezochten haar één keer per maand aan de grens. Na de Eerste Wereldoorlog werden ze herenigd.

### Atletiek
Vanpeborgh had een succesvolle atletiekcarrière. Hij ging trainen bij Beerschot Atletiek, waar hij later trainer, voorzitter en erevoorzitter van werd. Hij werd in 1934 Belgisch kampioen op 1500 meter. In 1935 viel hij weer in de medailles op het Belgisch kampioenschap, dit keer behaalde hij zilver. Hij heeft echter nooit kunnen deelnemen aan de Olympische Spelen omdat hij in 1936 zeer ernstig ziek werd. Dit betekende het einde van zijn actieve atletiekcarrière. Hij werd nadien nog trainer van Bert Hermans.

### Verdere levensloop
Na zijn atletiekcarrière, werd Vanpeborgh zakenman. Hij is medestichter van het bedrijf H.K.V. Oil en de beroepsvereniging ASYP.
Vanpeborgh had twee kinderen. Hij stierf op 98-jarige leeftijd in Mortsel.

## Belgische kampioenschappen
| Onderdeel | Jaar |
| --------- | ---- |
| 1500 m    | 1934 |

## Persoonlijke records
| Onderdeel | Prestatie | Datum            | Plaats    |
| --------- | --------- | ---------------- | --------- |
| 800 m     | 1.57,0    | 15 augustus 1935 | Mechelen  |
| 1500 m    | 4.05,8    | 25 juni 1933     | Antwerpen |

## Palmares

### 1500 m
- 1934:  BK AC – 4.06,8
- 1935:  BK AC – 4.06,6